# Cratere Pedn
Pedn è un cratere sulla superficie di Rea.